# John Gregg

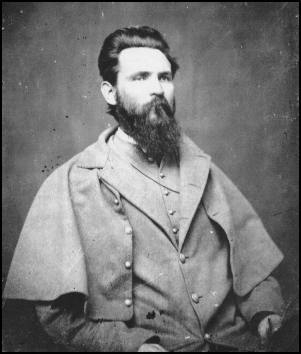
John Gregg

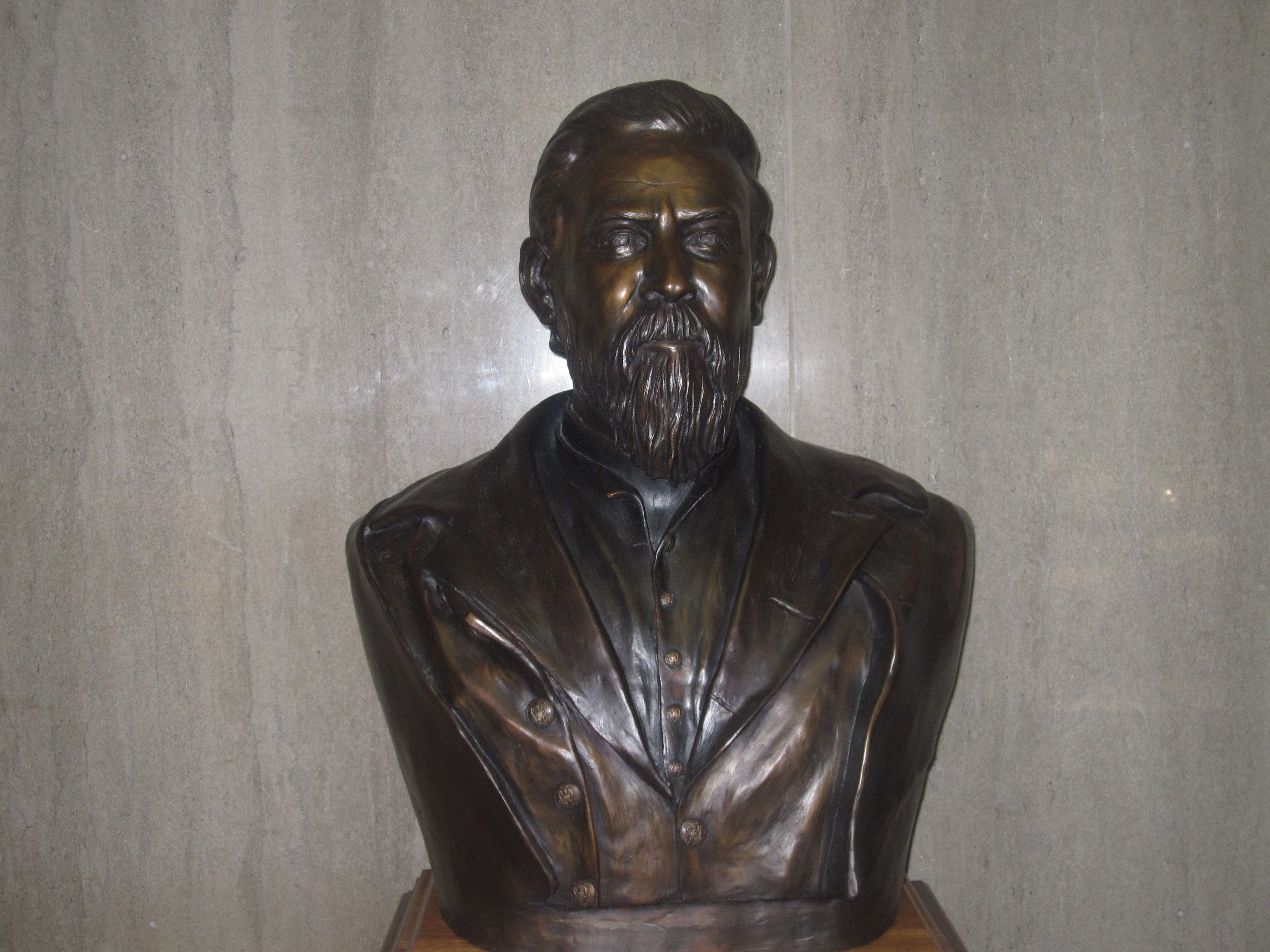
Büste von John Gregg am Eingang des Gerichtsgebäudes in Longview, Texas.

John Gregg (* 28. September 1828 in Lawrence County, Alabama; † 7. Oktober 1864 nahe Richmond, Virginia) war ein US-amerikanischer Jurist, Befürworter der Sklavenhaltung, Politiker und Offizier in der Konföderiertenarmee.

## Werdegang
John Gregg graduierte 1847 am La Grange College in Alabama. Danach ging er einer juristischen Tätigkeit nach. In diesem Zusammenhang zog er nach Fairfield, Texas, wo er 1856 zum Bezirksrichter in Freestone County gewählt wurde. Gregg kehrte 1858 nach Alabama zurück, wo er Mary Frances Garth, die Tochter von Jesse Winston Garth, heiratete. Garth war einer der reichsten Plantagenbesitzer in Alabama und ein Unionist. Nach der Hochzeit kehrten John und Mary Gregg nach Fairfield zurück, wo er wieder als Bezirksrichter tätig war.
1861 nahm er als Delegierter am Sezessionskonvent von Texas teil und saß im selben Jahr als Deputierter im Provisorischen Konföderiertenkongress. Nach Ausbruch des Bürgerkrieges entschied sich Gregg, für die eben gegründeten Konföderierten Staaten zu kämpfen. Er trat von seinem Kongresssitz zurück und stellte das siebte Infanterieregiment von Texas auf. Im September 1862 wurde er zum Brigadegeneral ernannt. In den folgenden Jahren führte er das siebte Infanterieregiment von Texas, das dritte, zehnte, 30., 41., 50. Infanterieregiment von Tennessee sowie das erste Bataillon von Tennessee in vielen Schlachten. Gregg fiel am 7. Oktober 1864 auf der Charles City Road nahe Richmond, Virginia. Sein Leichnam wurde nach Aberdeen, Mississippi gebracht, wo er dann auf dem Odd Fellows Cemetery beigesetzt wurde.

## Nachwirkungen
Der Gregg County in Texas wurde ihm zu Ehren benannt.